# Abelleira (Barreiros)
Abelleira (en gallego y oficialmente, A Abelleira) es un barrio español que forma parte de la parroquia de Benquerencia, del municipio de Barreiros, en la provincia de Lugo (Galicia). 

## Localización
Es un barrio encajado entre varios núcleos de población (A Picota, Noguereido, A Granda y Os Pedregás); atravesada por la vía ferroviaria de FEVE, y accesible por muchas pistas de carretera desde la N-634; entre ellas; la LU-O605 y LU-0607. Tiene una población de 26 habitantes.

## Demografía
| Gráfica de evolución demográfica de A Abelleira entre 2000 y 2019 |
|                                                                   |
| Datos según el nomenclátor publicado por el INE.                  |